# Labels or Love
Labels or Love ist ein Pop-/Rapsong der US-amerikanischen Sängerin und Rapperin Fergie. Es wurde im Jahr 2008 als zweite Single aus der Deluxe-Version von ihrem Solo-Debüt Studioalbum The Dutchess aus dem Jahre 2006 veröffentlicht. Es war der offizielle Song zum Film Sex and the City und sampelt das Sex and the City Theme von Douglas J. Cuomo. Das Lied wurde am 4. Mai 2008 in Brasilien veröffentlicht. In den USA wurde das Lied offiziell am 3. Juni 2008 veröffentlicht, als die letzte Single von  The Dutchess. Labels or Love debütierte auf Platz 28 in den australischen ARIA Charts und erreichte in der zweiten Woche Platz 15. Im Vereinigten Königreich erreichte die Single nur Platz 56.
Das Lied wurde bei den 35. People’s Choice Awards in der Kategorie „Favorite Song from a Soundtrack“ nominiert, kam aber hinter Mamma Mia! von Meryl Streep und Another Way to Die von Jack White & Alicia Keys aus Quantum of Solace nur auf Platz 3. Ein Musikvideo nahm Fergie mit Tänzern nur für sich auf. Das Musikvideo wurde aber nie veröffentlicht, da die Single kaum Erfolg hatte.

## Charts
| Jahr | Titel Album                                                       | Höchstplatzierung, Gesamtwochen, AuszeichnungChartplatzierungen (Jahr, Titel, Album, Platzierungen, Wochen, Auszeichnungen, Anmerkungen) | Höchstplatzierung, Gesamtwochen, AuszeichnungChartplatzierungen (Jahr, Titel, Album, Platzierungen, Wochen, Auszeichnungen, Anmerkungen) | Höchstplatzierung, Gesamtwochen, AuszeichnungChartplatzierungen (Jahr, Titel, Album, Platzierungen, Wochen, Auszeichnungen, Anmerkungen) | Anmerkungen                       |
| Jahr | Titel Album                                                       | AT | CH | UK | Anmerkungen                       |
| ---- | ----------------------------------------------------------------- | --- | --- | --- | --------------------------------- |
| 2008 | Labels or Love The Dutchess Deluxe EP / Sex and the City (O.S.T.) | AT53 (1 Wo.)AT | CH69 (3 Wo.)CH | UK56 (2 Wo.)UK | Erstveröffentlichung: 4. Mai 2008 |